# Championnat d'Europe féminin de football 1984
Navigation
1979 (non officiel) Euro 1987
Il s'agit de la 1re édition du Championnat d'Europe féminin de football qui est organisé par l'UEFA.
Ce premier championnat d'Europe féminin ne comprend pas de tournoi final et se déroule entre 1982 et 1984. La phase de groupes préliminaire est suivie par les demi-finales puis la finale, toutes disputées en matchs aller-retour.
La Suède remporte le trophée en s'imposant aux tirs au but contre l'Angleterre.

## Qualifications
| Rang | Équipe   | Pts | J | G | N | P | Bp | Bc | Diff |
| ---- | -------- | --- | - | - | - | - | -- | -- | ---- |
| 1    | Suède    | 12  | 6 | 6 | 0 | 0 | 26 | 1  | +25  |
| 2    | Norvège  | 7   | 6 | 3 | 1 | 2 | 10 | 6  | +4   |
| 3    | Finlande | 4   | 6 | 2 | 0 | 4 | 5  | 17 | -12  |
| 4    | Islande  | 1   | 6 | 0 | 1 | 5 | 2  | 19 | -17  |

| Rang | Équipe               | Pts | J | G | N | P | Bp | Bc | Diff |
| ---- | -------------------- | --- | - | - | - | - | -- | -- | ---- |
| 1    | Angleterre           | 12  | 6 | 6 | 0 | 0 | 24 | 1  | +23  |
| 2    | Écosse               | 7   | 6 | 3 | 1 | 2 | 9  | 8  | +1   |
| 3    | République d'Irlande | 5   | 6 | 2 | 1 | 3 | 6  | 14 | -8   |
| 4    | Irlande du Nord      | 0   | 6 | 0 | 0 | 6 | 5  | 21 | -16  |

| Rang | Équipe   | Pts | J | G | N | P | Bp | Bc | Diff |
| ---- | -------- | --- | - | - | - | - | -- | -- | ---- |
| 1    | Italie   | 10  | 6 | 5 | 0 | 1 | 12 | 1  | +11  |
| 2    | France   | 7   | 6 | 2 | 3 | 1 | 4  | 4  | 0    |
| 3    | Suisse   | 5   | 6 | 1 | 3 | 2 | 4  | 6  | -2   |
| 4    | Portugal | 2   | 6 | 0 | 2 | 4 | 1  | 10 | -9   |

| Rang | Équipe               | Pts | J | G | N | P | Bp | Bc | Diff |
| ---- | -------------------- | --- | - | - | - | - | -- | -- | ---- |
| 1    | Danemark             | 8   | 6 | 3 | 2 | 1 | 8  | 5  | +3   |
| 2    | Pays-Bas             | 6   | 6 | 2 | 2 | 2 | 12 | 9  | +3   |
| 3    | Allemagne de l'Ouest | 5   | 6 | 0 | 5 | 1 | 6  | 7  | -1   |
| 4    | Belgique             | 5   | 6 | 1 | 3 | 2 | 7  | 12 | -5   |

Ainsi, les quatre qualifiées pour les demi-finales sont :
- Angleterre
- Danemark
- Italie
- Suède

## Résultats

### Demi-finales
Pour les deux demi-finales, le match aller se déroule le 8 avril 1984 et le match retour le 28 avril 1984.
| Nation     | Aller | Total | Retour | Nation   |
| ---------- | ----- | ----- | ------ | -------- |
| Angleterre | 2-1   | 3-1   | 1-0    | Danemark |
| Italie     | 2-3   | 3-5   | 1-2    | Suède    |

### Finale
Le match aller a lieu le 21 mai 1984 et le match retour le 27 mai 1984.
| Nation | Aller | Total         | Retour | Nation     |
| ------ | ----- | ------------- | ------ | ---------- |
| Suède  | 1-0   | 1-1 (4-3 tab) | 0-1    | Angleterre |